# Automated Desktop Publishing
Automated Desktop Publishing (zkratka ADTP) je proces zajišťující automatizaci sázení informací ze zdrojové databáze do tiskového dokumentu za pomoci speciálního softwaru. Název ADTP vznikl přidáním slova Automated (česky automatizovaný) k ustálené zkratce DTP (Desktop Publishing, česky desktopové publikování). V klasickém DTP dochází k ručnímu překopírování informací do grafického souboru grafikem. Moderním trendem v oblasti sazby je snaha o automatizaci kopírování informací ze zdroje do tiskového souboru.

## Fungování
V ADTP musí existovat strukturovaná zdrojová databáze, která je za pomoci speciálního softwaru propojena s grafickým programem (InDesign, QuarkXPress). V softwaru se stanoví pravidla pro přenos informací ze zdroje do grafického souboru a informace se hromadně překopírují dle zvolených pravidel bez zásahu grafika. Tento proces značně zrychluje grafické práce.

## Úroveň automatizace
Podle toho, jaký druh informací dokáže software automatizovaně přenášet, se setkáváme s různými úrovněmi automatizace. Existují softwary schopné automatizovat pouze přenos textu z xls souborů, ale také komplexní systémy automatizující přenos všech nejčastěji používaných informací (texty, obrázky, nastavení layoutu, rozvržení pozic na straně aj.) Nejčastějším nástrojem umožňujícím úplnou automatizaci sazby jsou PIM systémy. V případě úplné automatizace grafik provede pouze korekturu sazby a přidá další kreativní prvky.

## Uplatnění
Procesu ADTP se využívá zejména při sázení marketingových periodických tiskovin, jako jsou letáky, katalogy. Zde je časová úspora oproti klasickému DTP nejvýraznější. Může být ale použit pro vytváření novin, magazínů či elektronických newsleterů atd. Jiným způsobem uplatnění ADTP je tvorba osobních knih.